# Terza Divisione 1929-1930
| Indice Abruzzo · Calabria · Campania · Cirenaica · Emilia · Friuli-Venezia Giulia · Lazio · Liguria · Lombardia Marche · Piemonte · Puglia · Sardegna · Sicilia · Toscana · Trentino · Umbria · Veneto Finali Nord · Bibliografia · Voci correlate · Collegamenti esterni |

La Terza Divisione 1929-1930 è stato l’insieme dei campionati regionali di quell’edizione del campionato italiano di calcio, l'unico all'epoca ad essere appunto disputato a livello regionale.
In ciascuna regione potevano essere presenti uno o più gironi a seconda della quantità delle società iscritte. Di solito era la vincente delle finali regionali ad essere promossa in Seconda Divisione.
Le prime classificate nei gironi di Piemonte, Lombardia, Liguria, Veneto, Venezia Giulia, Toscana ed Emilia ottenevano l'accesso ai gironi di finale Nord, ciascuno formato da quattro squadre con la vincente che guadagnava l'accesso alla Seconda Divisione 1930-1931.
Molte squadre promosse sul campo rinunciarono in seguito alla promozione acquisita.

Il Direttorio Federale della F.I.G.C.. su proposta dei Direttori Regionali, promosse alla Seconda Divisione un numero superiore di squadre, ammettendo soltanto quelle dotate di campi aventi dimensioni superiori a metri 90x50.

## Piemonte

### Girone A

#### Squadre partecipanti
| Squadra          | Città               |
| ---------------- | ------------------- |
| C.S. Coggiola    | Coggiola (VC)       |
| A.C. Intrese     | Intra (NO)          |
| C.S. Juventus    | Gozzano (NO)        |
| U.S. Pray        | Pray (VC)           |
| U.S. Valle Cervo | Sagliano Micca (VC) |
| U.S. Vallestrona | Valle Mosso (VC)    |

### Classifica finale
|  | Pos. | Squadra      | Pt | G  | V | N | P  | GF | GS | DR  |
|  | ---- | ------------ | -- | -- | - | - | -- | -- | -- | --- |
|  | 1.   | Intrese      | 18 | 10 | 8 | 2 | 0  | 36 | 11 | +25 |
|  | 2.   | Juve Gozzano | 15 | 10 | 6 | 3 | 1  | 14 | 12 | +2  |
|  | 3.   | Valle Cervo  | 11 | 10 | 4 | 3 | 3  | 17 | 13 | +4  |
|  | 4.   | Vallestrona  | 10 | 10 | 5 | 0 | 5  | 30 | 11 | +19 |
|  | 5.   | Coggiola     | 6  | 10 | 2 | 2 | 6  | 8  | 29 | -21 |
|  | 6.   | Pray         | 0  | 10 | 0 | 0 | 12 | 1  | 30 | -29 |

Legenda:

      Ammesso alle finali Nord.
Note:

Due punti a vittoria, uno a pareggio, zero a sconfitta.

### Girone B

#### Squadre partecipanti
| Squadra          | Città                 |
| ---------------- | --------------------- |
| A.C. Aosta       | Aosta                 |
| U.S. Chivassese  | Chivasso (TO)         |
| U.S. Galliatese  | Galliate (NO)         |
| U.S. Montanarese | Montanaro (TO)        |
| G.C. Settimesi   | Settimo Torinese (TO) |
| G.D. Snia        | TO-Abbadia di Stura   |

### Classifica finale
|  | Pos. | Squadra     | Pt | G  | V | N | P | GF | GS | DR |
|  | ---- | ----------- | -- | -- | - | - | - | -- | -- | -- |
|  | 1.   | Settimesi   | 17 | 10 | . | . | . | .. | .. | .. |
|  | 2.   | La Chivasso | 13 | 10 | . | . | . | .. | .. | .. |
|  | 3.   | Galliatese  | 12 | 10 | . | . | . | .. | .. | .. |
|  | 4.   | Montanarese | 11 | 10 | . | . | . | .. | .. | .. |
|  | 5.   | Snia        | 6  | 10 | . | . | . | .. | .. | .. |
|  | 6.   | Aosta       | 1  | 10 | 0 | 1 | 9 | .. | .. | .. |

Legenda:

      Ammesso alle finali Nord.
      Ammesso alla Seconda Divisione 1930-1931.
Note:

Due punti a vittoria, uno a pareggio, zero a sconfitta.

### Girone C

#### Squadre partecipanti
| Squadra                               | Città         |
| ------------------------------------- | ------------- |
| G.S. Emilio Remmert                   | Cirié (TO)    |
| G.S. Lancia                           | Torino        |
| Michelin S.C.                         | Torino        |
| Pinerolo F.C.                         | Pinerolo (TO) |
| G.S. SPA (Soc. Piemontese Automobili) | Torino        |
| G.S. Unica                            | Torino        |

### Classifica finale
|  | Pos. | Squadra        | Pt | G  | V  | N | P | GF | GS | DR |
|  | ---- | -------------- | -- | -- | -- | - | - | -- | -- | -- |
|  | 1.   | Unica          | .. | 10 | .. | . | . | .. | .. | .. |
|  | ?.   | Lancia         | .. | 10 | .  | . | . | .. | .. | .. |
|  | ?.   | Michelin       | .. | 10 | .  | . | . | .. | .. | .. |
|  | ?.   | Pinerolo       | .. | 10 | .  | . | . | .. | .. | .. |
|  | ?.   | Emilio Remmert | .. | 10 | .  | . | . | .. | .. | .. |
|  | ?.   | SPA            | .. | 10 | .  | . | . | .. | .. | .. |

Legenda:

      Ammesso alle finali Nord.
Note:

Due punti a vittoria, uno a pareggio, zero a sconfitta.

### Girone D

#### Squadre partecipanti
| Squadra             | Città              |
| ------------------- | ------------------ |
| U.S. Albese         | Alba (CN)          |
| G.S. Mazzonis       | Torre Pellice (TO) |
| U.S. Pro Dronero    | Dronero (CN)       |
| G.S. Richard-Ginori | Mondovì (CN)       |
| Saluzzo F.C.        | Saluzzo (CN)       |

### Classifica finale
|  | Pos. | Squadra        | Pt | G | V | N | P | GF | GS | DR |
|  | ---- | -------------- | -- | - | - | - | - | -- | -- | -- |
|  | 1.   | Saluzzo        | 12 | . | . | . | . | .. | .. | .. |
|  | 2.   | Mazzonis       | 11 | . | . | . | . | .. | .. | .. |
|  | 3.   | Richard-Ginori | 9  | . | . | . | . | .. | .. | .. |
|  | 4.   | Albese         | 6  | . | . | . | . | .. | .. | .. |
|  | 5.   | Pro Dronero    | 5  | . | . | . | . | .. | .. | .. |

Legenda:

      Ammesso alle finali Nord.
      Ammesso alla Seconda Divisione 1930-1931.
Note:

Due punti a vittoria, uno a pareggio, zero a sconfitta.

## Lombardia
Le iscrizioni balzarono da 43 a 57, permettendo di creare un ottavo girone lombardo.

### Girone A

#### Squadre partecipanti
| Squadra             | Città                         |
| ------------------- | ----------------------------- |
| S.C. Alba           | Pavia                         |
| Bressana F.C.       | Bressana Bottarone (PV)       |
| Casteggio Club      | Casteggio (PV)                |
| S.S. Olubra         | Castel San Giovanni (PC)      |
| Sant'Angelo F.C.    | Sant'Angelo Lodigiano (MI)    |
| U.S. Santa Cristina | Santa Cristina e Bissone (PV) |

### Classifica finale
|  | Pos. | Squadra          | Pt       | G | V | N | P | GF | GS | DR |
|  | ---- | ---------------- | -------- | - | - | - | - | -- | -- | -- |
|  | 1.   | Casteggio        | 14       | 8 | . | . | . | .. | .. | .. |
|  | 2.   | Olubra           | 12       | 8 | . | . | . | .. | .. | .. |
|  | 3.   | Alba             | 7        | 8 | . | . | . | .. | .. | .. |
|  | 4.   | Sant'Angelo (-1) | 3        | 8 | . | . | . | .. | .. | .. |
|  | 4.   | Santa Cristina   | 3        | 8 | . | . | . | .. | .. | .. |
|  | ---  | Bressana         | Ritirata |   |   |   |   |    |    |    |

Legenda:

      Ammesso alle finali Nord.
Note:

Due punti a vittoria, uno a pareggio, zero a sconfitta.

### Girone B

#### Squadre partecipanti
| Squadra                      | Città                         |
| ---------------------------- | ----------------------------- |
| Branduzzo F.C.               | Castelletto di Branduzzo (PV) |
| A.S. Casei                   | Casei Gerola (PV)             |
| U.S. Cervesinese             | Cervesina (PV)                |
| S.G. La Costanza Sez. Calcio | Mortara (PV)                  |
| U.S. Sannazzarese            | Sannazzaro de' Burgondi (PV)  |
| Vittoria F.C.                | Mede (PV)                     |

### Classifica finale
|  | Pos. | Squadra      | Pt | G  | V | N | P | GF | GS | DR |
|  | ---- | ------------ | -- | -- | - | - | - | -- | -- | -- |
|  | 1.   | Vittoria     | 16 | 10 | . | . | . | .. | .. | .. |
|  | 2.   | La Costanza  | 15 | 10 | . | . | . | .. | .. | .. |
|  | 3.   | Sannazzarese | 12 | 10 | . | . | . | .. | .. | .. |
|  | 4.   | Casei        | 8  | 10 | . | . | . | .. | .. | .. |
|  | 5.   | Branduzzo    | 4  | 10 | . | . | . | .. | .. | .. |
|  | 6.   | Cervesinese  | 3  | 10 | . | . | . | .. | .. | .. |

Legenda:

      Ammesso alle finali Nord.
Note:

Due punti a vittoria, uno a pareggio, zero a sconfitta.

### Girone C

#### Squadre partecipanti
| Squadra                                 | Città                     |
| --------------------------------------- | ------------------------- |
| G.S. Dop. Azienda Tramviaria Municipale | Milano                    |
| U.S. Bollatese                          | Bollate (MI)              |
| Campo Sportivo Provinciale              | Mombello di Limbiate (MI) |
| Dop. Ferrovie Nord                      | Milano                    |
| S.S. La Folgore                         | Cesano Maderno (MI)       |
| S.C. Lario                              | Como-Monte Olimpino       |
| A.S. Seveso                             | Seveso (MI)               |

### Classifica finale
|  | Pos. | Squadra                    | Pt | G  | V | N | P | GF | GS | DR |
|  | ---- | -------------------------- | -- | -- | - | - | - | -- | -- | -- |
|  | 1.   | ATM                        | 19 | 12 | . | . | . | .. | .. | .. |
|  | 2.   | Campo Sportivo Provinciale | 18 | 12 | . | . | . | .. | .. | .. |
|  | 3.   | Bollatese                  | 15 | 12 | . | . | . | .. | .. | .. |
|  | 4.   | Ferrovie Nord              | 10 | 12 | . | . | . | .. | .. | .. |
|  | 4.   | Seveso                     | 10 | 12 | . | . | . | .. | .. | .. |
|  | 6.   | La Folgore                 | 5  | 12 | . | . | . | .. | .. | .. |
|  | 7.   | Lario                      | 2  | 12 | . | . | . | .. | .. | .. |

Legenda:

      Ammesso alle finali Nord.
      Ammesso alla Seconda Divisione 1930-1931.
Note:

Due punti a vittoria, uno a pareggio, zero a sconfitta.

### Girone D

#### Squadre partecipanti
| Squadra              | Città                 |
| -------------------- | --------------------- |
| G.S. Bernocchi       | Legnano (MI)          |
| U.S. Besozzo         | Besozzo (VA)          |
| Calciatori Fagnanesi | Fagnano Olona (VA)    |
| U.S. Cardanese       | Cardano al Campo (VA) |
| Corbetta F.C.        | Corbetta (MI)         |
| Juventus F.C.        | Luino (VA)            |
| S.C. Persevera       | Tradate (VA)          |
| U.S. Vedanese        | Vedano Olona (VA)     |

### Classifica finale
|  | Pos. | Squadra              | Pt | G  | V | N | P | GF | GS | DR |
|  | ---- | -------------------- | -- | -- | - | - | - | -- | -- | -- |
|  | 1.   | Corbetta             | 26 | 14 | . | . | . | .. | .. | .. |
|  | 2.   | Juventus             | 18 | 14 | . | . | . | .. | .. | .. |
|  | 3.   | Besozzo              | 17 | 14 | . | . | . | .. | .. | .. |
|  | 4.   | Bernocchi            | 15 | 14 | . | . | . | .. | .. | .. |
|  | 5.   | Calciatori Fagnanesi | 12 | 14 | . | . | . | .. | .. | .. |
|  | 5.   | Persevera            | 12 | 14 | . | . | . | .. | .. | .. |
|  | 7.   | Cardanese            | 11 | 14 | . | . | . | .. | .. | .. |
|  | 8.   | Vedanese             | 0  | 14 | . | . | . | .. | .. | .. |

Legenda:

      Ammesso alle finali Nord.
      Ammesso alla Seconda Divisione 1930-1931.
Note:

Due punti a vittoria, uno a pareggio, zero a sconfitta.

### Girone E

#### Squadre partecipanti
| Squadra             | Città               |
| ------------------- | ------------------- |
| A.C. Brianza        | Albiate (MI)        |
| U.S. Chiavennese    | Chiavenna (SO)      |
| G.S. Luciano Manara | Barzanò (CO)        |
| A.C. Merate         | Merate (CO)         |
| A.S. Muggiò         | Muggiò (MI)         |
| Dop. Snia Viscosa   | Cesano Maderno (MI) |
| U.S. Vimercatese    | Vimercate (MI)      |

### Classifica finale
|  | Pos. | Squadra        | Pt | G  | V | N | P | GF | GS | DR |
|  | ---- | -------------- | -- | -- | - | - | - | -- | -- | -- |
|  | 1.   | Snia Viscosa   | 21 | 12 | . | . | . | .. | .. | .. |
|  | 2.   | Chiavennese    | 20 | 12 | . | . | . | .. | .. | .. |
|  | 3.   | Vimercatese    | 14 | 12 | . | . | . | .. | .. | .. |
|  | 4.   | Brianza        | 13 | 12 | . | . | . | .. | .. | .. |
|  | 5.   | Luciano Manara | 6  | 12 | . | . | . | .. | .. | .. |
|  | 5.   | Muggiò         | 6  | 12 | . | . | . | .. | .. | .. |
|  | 7.   | Merate         | 4  | 12 | . | . | . | .. | .. | .. |

Legenda:

      Ammesso alle finali Nord.
      Ammesso alla Seconda Divisione 1930-1931.
Note:

Due punti a vittoria, uno a pareggio, zero a sconfitta.

### Girone F

#### Squadre partecipanti
| Squadra             | Città                    |
| ------------------- | ------------------------ |
| U.S. Ardens         | Bergamo                  |
| Audax et Fortis     | Romano di Lombardia (BG) |
| G.S. Carlo Tresoldi | Cassano d'Adda (MI)      |
| U.S. Orceana        | Orzinuovi (BS)           |
| U.S. Pontogliese    | Pontoglio (BS)           |
| S.S. Rivoltana      | Rivolta d'Adda (CR)      |
| S.S. Tritium        | Trezzo sull'Adda (MI)    |

### Classifica finale
|  | Pos. | Squadra         | Pt | G  | V | N | P | GF | GS | DR |
|  | ---- | --------------- | -- | -- | - | - | - | -- | -- | -- |
|  | 1.   | Orceana         | 21 | 12 | . | . | . | .. | .. | .. |
|  | 2.   | Ardens          | 19 | 12 | . | . | . | .. | .. | .. |
|  | 3.   | Rivoltana       | 15 | 12 | . | . | . | .. | .. | .. |
|  | 4.   | Audax et Fortis | 9  | 12 | . | . | . | .. | .. | .. |
|  | 4.   | Carlo Tresoldi  | 9  | 12 | . | . | . | .. | .. | .. |
|  | 6.   | Pontogliese     | 6  | 12 | . | . | . | .. | .. | .. |
|  | 7.   | Tritium         | 5  | 12 | . | . | . | .. | .. | .. |

Legenda:

      Ammesso alle finali Nord.
      Ammesso alla Seconda Divisione 1930-1931.
Note:

Due punti a vittoria, uno a pareggio, zero a sconfitta.

### Girone G

#### Squadre partecipanti
| Squadra                   | Città          |
| ------------------------- | -------------- |
| G.S.F. Armando Diaz       | Milano         |
| G.S.F. Bareggio           | Bareggio (MI)  |
| G.S. Brill                | Milano         |
| S.C. Farini               | Milano         |
| G.S.F. Fiamma Cremisi     | Milano         |
| U.S. Melegnanese          | Melegnano (MI) |
| G.S. Piave                | Milano         |
| G.S. Dop. Aziende Pirelli | Milano-Bicocca |

### Classifica finale
|  | Pos. | Squadra        | Pt | G  | V | N | P | GF | GS | DR |
|  | ---- | -------------- | -- | -- | - | - | - | -- | -- | -- |
|  | 1.   | Brill          | 20 | 14 | . | . | . | .. | .. | .. |
|  | 2.   | Farini         | 19 | 14 | . | . | . | .. | .. | .. |
|  | 3.   | Bareggio       | 18 | 14 | . | . | . | .. | .. | .. |
|  | 3.   | Piave          | 18 | 14 | . | . | . | .. | .. | .. |
|  | 5.   | Pirelli        | 14 | 14 | . | . | . | .. | .. | .. |
|  | 6.   | Melegnanese    | 11 | 14 | . | . | . | .. | .. | .. |
|  | 7.   | Armando Diaz   | 6  | 14 | . | . | . | .. | .. | .. |
|  | 7.   | Fiamma Cremisi | 6  | 14 | . | . | . | .. | .. | .. |

Legenda:

      Ammesso alle finali Nord.
      Ammesso alla Seconda Divisione 1930-1931.
Note:

Due punti a vittoria, uno a pareggio, zero a sconfitta.

### Girone H

#### Squadre partecipanti
| Squadra                           | Città                   |
| --------------------------------- | ----------------------- |
| U.S. Argentia                     | Gorgonzola (MI)         |
| G.S. Cotonificio F.lli Dell'Acqua | Legnano (MI)            |
| A.C. Dergano Sportiva             | Milano-Dergano          |
| G.S. Edmondo De Amicis            | Milano-Turro            |
| G.S. Acciaierie e F.L. Falck      | Sesto San Giovanni (MI) |
| U.S. Melzese                      | Melzo (MI)              |
| S.C. Villapizzone                 | Milano-Villapizzone     |
| F.C. Virgilio Fossati             | Milano                  |

### Classifica finale
|  | Pos. | Squadra                | Pt | G  | V | N | P | GF | GS | DR |
|  | ---- | ---------------------- | -- | -- | - | - | - | -- | -- | -- |
|  | 1.   | Melzese                | 22 | 14 | . | . | . | .. | .. | .. |
|  | 2.   | Acciaierie Falck       | 21 | 14 | . | . | . | .. | .. | .. |
|  | 3.   | Argentia               | 18 | 14 | . | . | . | .. | .. | .. |
|  | 4.   | Edmondo De Amicis      | 16 | 14 | . | . | . | .. | .. | .. |
|  | 5.   | Cotonificio Dell'Acqua | 14 | 14 | . | . | . | .. | .. | .. |
|  | 6.   | Virgilio Fossati       | 9  | 14 | . | . | . | .. | .. | .. |
|  | 7.   | Dergano Sportiva       | 7  | 14 | . | . | . | .. | .. | .. |
|  | 8.   | Villapizzone           | 4  | 14 | . | . | . | .. | .. | .. |

Legenda:

      Ammesso alle finali Nord.
      Ammesso alla Seconda Divisione 1930-1931.
Note:

Due punti a vittoria, uno a pareggio, zero a sconfitta.

## Veneto

### Girone A

#### Squadre partecipanti
| Squadra                    | Città                      |
| -------------------------- | -------------------------- |
| A.C. Arzignano             | Arzignano (VI)             |
| Dop. Ferroviario           | Vicenza                    |
| Dop. Lonigo                | Lonigo (VI)                |
| U.S. Montebello Vicentino  | Montebello Vicentino (VI)  |
| A.S. Sambonifacese         | San Bonifacio (VR)         |
| A.S. San Giovanni Lupatoto | San Giovanni Lupatoto (VR) |
| G.S.F. Zevio               | Zevio (VR)                 |

### Classifica finale
|  | Pos. | Squadra               | Pt | G  | V | N | P  | GF | GS | DR  |
|  | ---- | --------------------- | -- | -- | - | - | -- | -- | -- | --- |
|  | 1.   | Lonigo                | 17 | 12 | 7 | 3 | 2  | 31 | 20 | +11 |
|  | 2.   | San Giovanni Lupatoto | 16 | 12 | 7 | 2 | 3  | 22 | 19 | +3  |
|  | 3.   | Ferroviario           | 15 | 12 | 6 | 3 | 3  | 28 | 24 | +4  |
|  | 4.   | Sambonifacese         | 13 | 12 | 6 | 1 | 5  | 20 | 16 | +4  |
|  | 5.   | Zevio                 | 12 | 12 | 5 | 2 | 5  | 20 | 25 | -5  |
|  | 6.   | Arzignano             | 11 | 12 | 5 | 1 | 6  | 25 | 22 | +3  |
|  | 7.   | Montebello            | 0  | 12 | 0 | 0 | 12 | 8  | 28 | -20 |

Legenda:

      Ammesso alle finali Nord.
Note:

Due punti a vittoria, uno a pareggio, zero a sconfitta.

### Girone B

#### Squadre partecipanti
| Squadra              | Città                  |
| -------------------- | ---------------------- |
| G.S.F. Bovolone      | Bovolone (VR)          |
| A.C. Cologna Veneta  | Cologna Veneta (VR)    |
| A.S. Dop. F.R.A.G.D. | Castelmassa (RO)       |
| G.S.F. Cerea         | Cerea (VR)             |
| G.S.F. Nogarese      | Nogara (VR)            |
| U.S. Scaligera       | Isola della Scala (VR) |
| A.C. Valerio Valery  | Legnago (VR)           |

### Classifica finale
|  | Pos. | Squadra        | Pt | G  | V | N | P | GF | GS | DR  |
|  | ---- | -------------- | -- | -- | - | - | - | -- | -- | --- |
|  | 1.   | Valerio Valery | 20 | 12 | 8 | 4 | 0 | 35 | 10 | +25 |
|  | 2.   | F.R.A.G.D.     | 18 | 12 | 7 | 4 | 1 | 40 | 12 | +28 |
|  | 3.   | Nogarese       | 12 | 12 | 5 | 2 | 5 | 25 | 23 | +2  |
|  | 3.   | Cerea          | 12 | 12 | 5 | 2 | 5 | 17 | 27 | -10 |
|  | 5.   | Bovolone       | 9  | 12 | 3 | 3 | 6 | 17 | 23 | -6  |
|  | 6.   | Scaligera      | 8  | 12 | 3 | 2 | 7 | 22 | 40 | -18 |
|  | 7.   | Cologna Veneta | 5  | 12 | 1 | 3 | 8 | 8  | 29 | -21 |

Legenda:

      Ammesso alle finali Nord.
Note:

Due punti a vittoria, uno a pareggio, zero a sconfitta.

### Girone C

#### Squadre partecipanti
| Squadra              | Città           |
| -------------------- | --------------- |
| Pol. Fascio Adria    | Adria (RO)      |
| U.S.F. Clodia        | Chioggia (VE)   |
| U.S. Estense         | Este (PD)       |
| G.S.F. Lendinara     | Lendinara (RO)  |
| Pol. Monselicense    | Monselice (PD)  |
| A.C. Dop. Montagnana | Montagnana (PD) |
| A.C. Vov             | Padova          |

### Classifica finale
|  | Pos. | Squadra      | Pt | G  | V | N | P | GF | GS | DR  |
|  | ---- | ------------ | -- | -- | - | - | - | -- | -- | --- |
|  | 1.   | Adria        | 19 | 12 | 8 | 3 | 1 | 29 | 12 | +17 |
|  | 2.   | Lendinara    | 14 | 12 | 5 | 4 | 3 | 19 | 28 | -9  |
|  | 3.   | Estense      | 13 | 12 | 6 | 1 | 5 | 28 | 23 | +5  |
|  | 4.   | Montagnana   | 11 | 12 | 5 | 1 | 6 | 14 | 22 | -8  |
|  | 5.   | Monselicense | 10 | 12 | 3 | 4 | 5 | 26 | 25 | +1  |
|  | 5.   | Clodia       | 10 | 12 | 5 | 0 | 7 | 16 | 17 | -1  |
|  | 7.   | Vov          | 6  | 12 | 1 | 5 | 6 | 19 | 24 | -5  |

Legenda:

      Ammesso alle finali Nord.
Note:

Due punti a vittoria, uno a pareggio, zero a sconfitta.

### Girone D

#### Squadre partecipanti
| Squadra                  | Città                    |
| ------------------------ | ------------------------ |
| G.S. Castelfranco Veneto | Castelfranco Veneto (TV) |
| S.S. Excelsior           | Belluno                  |
| Dop. Ferroviario         | Venezia                  |
| Adriatica Sportiva Lido  | Venezia                  |
| G.S. Muranese            | Venezia-Murano           |
| S.C. Oderzo              | Oderzo (TV)              |
| Petrarca F.C.            | Padova                   |

### Classifica finale
|  | Pos. | Squadra             | Pt | G  | V | N | P | GF | GS | DR  |
|  | ---- | ------------------- | -- | -- | - | - | - | -- | -- | --- |
|  | 1.   | Petrarca            | 20 | 12 | 9 | 2 | 1 | 60 | 23 | +37 |
|  | 2.   | Adriatica           | 17 | 12 | 8 | 1 | 3 | 32 | 19 | +13 |
|  | 3.   | Castelfranco Veneto | 13 | 12 | 6 | 1 | 5 | 25 | 27 | -2  |
|  | 3.   | Ferroviario         | 13 | 12 | 5 | 3 | 4 | 24 | 27 | -3  |
|  | 5.   | Muranese            | 12 | 12 | 5 | 2 | 5 | 23 | 29 | -6  |
|  | 6.   | Excelsior           | 5  | 12 | 2 | 1 | 9 | 19 | 45 | -26 |
|  | 7.   | Oderzo              | 4  | 12 | 1 | 2 | 9 | 13 | 26 | -13 |

Legenda:

      Ammesso alle finali Nord.
Note:

Due punti a vittoria, uno a pareggio, zero a sconfitta.

## Liguria

### Girone A

#### Squadre partecipanti
| Squadra                | Città             |
| ---------------------- | ----------------- |
| D.S. Grifone Ausonia   | Genova            |
| U.S. Nazionale Liguria | Genova            |
| S.C. Riva              | Riva Trigoso (GE) |
| G.S. Spedizionieri     | Genova            |
| U.S. Veloci Embriaci   | Genova            |

### Classifica finale
|  | Pos. | Squadra           | Pt | G | V | N | P | GF | GS | DR |
|  | ---- | ----------------- | -- | - | - | - | - | -- | -- | -- |
|  | 1.   | Spedizionieri     | 14 | 8 | . | . | . | .. | .. | .. |
|  | 2.   | Veloci Embriaci   | 9  | 8 | . | . | . | .. | .. | .. |
|  | 3.   | Riva Trigoso      | 8  | 8 | . | . | . | .. | .. | .. |
|  | 4.   | Nazionale Liguria | 6  | 8 | . | . | . | .. | .. |    |
|  | 5.   | Grifone Ausonia   | 5  | 8 | . | . | . | .. | .. |    |

Legenda:

      Ammesso al girone di finale ligure.
Note:

Due punti a vittoria, uno a pareggio, zero a sconfitta.

### Girone B

#### Squadre partecipanti
| Squadra                 | Città        |
| ----------------------- | ------------ |
| S.C. Alassio            | Alassio (SV) |
| U.S. Albenga            | Albenga (SV) |
| U.S. Cristoforo Colombo | Savona       |
| U.S. Veloce             | Savona       |

### Classifica finale
|  | Pos. | Squadra            | Pt | G | V | N | P | GF | GS | DR  |
|  | ---- | ------------------ | -- | - | - | - | - | -- | -- | --- |
|  | 1.   | Alassio            | 9  | 6 | 4 | 1 | 1 | 7  | 4  | +3  |
|  | 2.   | Veloce Savona      | 8  | 6 | 4 | 0 | 2 | 14 | 5  | +9  |
|  | 3.   | Albenga            | 6  | 6 | 3 | 0 | 3 | 12 | 5  | +7  |
|  | 4.   | Cristoforo Colombo | 1  | 6 | 0 | 1 | 5 | 3  | 22 | -19 |

Legenda:

      Ammesso al girone di finale ligure.
Note:

Due punti a vittoria, uno a pareggio, zero a sconfitta.
|  | Pos. | Squadra         | Pt | G | V | N | P | GF | GS | DR  |
|  | ---- | --------------- | -- | - | - | - | - | -- | -- | --- |
|  | 1.   | Alassio         | 10 | 6 | 5 | 0 | 1 | 10 | 3  | +7  |
|  | 2.   | Veloci Embriaci | 9  | 6 | 4 | 1 | 1 | 7  | 5  | +2  |
|  | 3.   | Veloce Savona   | 5  | 6 | 2 | 1 | 3 | 9  | 5  | +4  |
|  | 4.   | Spedizionieri   | 0  | 6 | 0 | 0 | 6 | 1  | 14 | -13 |

Legenda:

      Ammesso alle finali Nord.
Note:

Due punti a vittoria, uno a pareggio, zero a sconfitta.

## Venezia Giulia

### Squadre partecipanti
| Squadra                 | Città                    |
| ----------------------- | ------------------------ |
| A.C. Cividalese         | Cividale del Friuli (UD) |
| Dop. Cormonese          | Cormons (UD)             |
| C.S. Fiume              | Fiume                    |
| F.C. Pieris             | Pieris (TS)              |
| S.S. Ponzianini Erranti | Trieste                  |

### Classifica finale
|  | Pos. | Squadra            | Pt | G | V | N | P | GF | GS | DR |
|  | ---- | ------------------ | -- | - | - | - | - | -- | -- | -- |
|  | 1.   | Ponzianini Erranti | 9  | 8 | . | . | . | .. | .. | .. |
|  | 2.   | Cividalese         | 8  | 8 | . | . | . | .. | .. | .. |
|  | 3.   | Cormonese          | 6  | 8 | . | . | . | .. | .. | .. |
|  | 4.   | Fiume              | 0  | 8 | . | . | . | .. | .. | .. |
|  | 5.   | Pieris             | 0  | 8 | . | . | . | .. | .. | .. |

Legenda:

      Ammesso alle finali Nord.
Note:

Due punti a vittoria, uno a pareggio, zero a sconfitta.

## Emilia

### Girone A

#### Squadre partecipanti
| Squadra            | Città                   |
| ------------------ | ----------------------- |
| G.S. Bagnolese     | Bagnolo in Piano (RE)   |
| S.S. Casalmaggiore | Casalmaggiore (CR)      |
| Fabbrico F.C.      | Fabbrico (RE)           |
| Pol. Luzzara       | Luzzara (RE)            |
| Calcio Novellara   | Novellara (RE)          |
| Soc. Pro Calcio    | Guastalla (RE)          |
| U.S. Rubierese     | Rubiera (RE)            |
| U.S. Sammartinese  | San Martino in Rio (RE) |
| Sant'Ilario F.C.   | Sant'Ilario d'Enza (RE) |
| Dop. Suzzara       | Suzzara (MN)            |

### Classifica finale
|  | Pos. | Squadra       | Pt | G  | V | N | P  | GF | GS | DR |
|  | ---- | ------------- | -- | -- | - | - | -- | -- | -- | -- |
|  | 1.   | Sant'Ilario   | 28 | 18 | . | . | .  | .. | .. | .. |
|  | 2.   | Luzzara       | 26 | 18 | . | . | .  | .. | .. | .. |
|  | 3.   | Suzzara       | 25 | 18 | . | . | .  | .. | .. | .. |
|  | 4.   | Bagnolese     | 22 | 18 | . | . | .  | .. | .. | .. |
|  | 5.   | Rubierese     | 18 | 18 | . | . | .  | .. | .. | .. |
|  | 6.   | Sammartinese  | 18 | 18 | . | . | .  | .. | .. | .. |
|  | 7.   | Novellara     | 15 | 18 | . | . | .  | .. | .. | .. |
|  | 8.   | Casalmaggiore | 14 | 18 | . | . | .  | .. | .. | .. |
|  | 9.   | Pro Calcio    | 13 | 18 | . | . | .  | .. | .. | .. |
|  | 10.  | Fabbrico      | 1  | 18 | 0 | 1 | 17 | .. | .. | .. |

Legenda:

      Ammesso alle finali Nord.
      Ammesso alla Seconda Divisione 1930-1931.
Note:

Due punti a vittoria, uno a pareggio, zero a sconfitta.

### Girone B

#### Squadre partecipanti
| Squadra                  | Città                      |
| ------------------------ | -------------------------- |
| Ass. Budriese Ed. Fisica | Budrio (BO)                |
| A.S. Castelfranco        | Castelfranco Emilia (MO)   |
| S.G. Fortitudo           | Bologna                    |
| S.C. Progresso           | Castel Maggiore (BO)       |
| U.S. Pro Patria          | San Felice sul Panaro (MO) |
| S.C. San Pietro          | San Pietro in Casale (BO)  |
| Sassuolo F.C.            | Sassuolo (MO)              |

### Classifica finale
|  | Pos. | Squadra               | Pt | G  | V | N | P | GF | GS | DR |
|  | ---- | --------------------- | -- | -- | - | - | - | -- | -- | -- |
|  | 1.   | Castelfranco          | 16 | 12 | . | . | . | .. | .. | .. |
|  | 2.   | San Pietro            | 15 | 12 | . | . | . | .. | .. | .. |
|  | 3.   | Pro Patria San Felice | 14 | 12 | . | . | . | .. | .. | .. |
|  | 4.   | Sassuolo              | 13 | 12 | . | . | . | .. | .. | .. |
|  | 5.   | Budriese              | 12 | 12 | . | . | . | .. | .. | .. |
|  | 6.   | Progresso             | 9  | 12 | . | . | . | .. | .. | .. |
|  | 7.   | Fortitudo Bologna     | 5  | 12 | . | . | . | .. | .. | .. |

Legenda:

      Ammesso alle finali Nord.
      Ammesso alla Seconda Divisione 1930-1931.
Note:

Due punti a vittoria, uno a pareggio, zero a sconfitta.

### Girone C

#### Squadre partecipanti
| Squadra                | Città                       |
| ---------------------- | --------------------------- |
| Pol. Audace            | Guarda Ferrarese di Ro (FE) |
| S.S. Azzurri Sermidesi | Sermide (MN)                |
| G.S. Centese           | Cento (FE)                  |
| A.C. Formignana        | Formignana (FE)             |
| S.Pol. Portuense       | Portomaggiore (FE)          |
| C.S. Sant'Agostino     | Sant'Agostino (FE)          |
| Tresigallo F.C.        | Tresigallo (FE)             |

### Classifica finale
|  | Pos. | Squadra                | Pt   | G  | V | N | P | GF | GS | DR  |
|  | ---- | ---------------------- | ---- | -- | - | - | - | -- | -- | --- |
|  | 1.   | Portuense              | 17   | 10 | 7 | 3 | 0 | 32 | 8  | +24 |
|  | 2.   | Centese                | 14   | 10 | 5 | 4 | 1 | 31 | 16 | +15 |
|  | 3.   | Sant'Agostino          | 11   | 10 | 4 | 3 | 3 | 13 | 10 | +3  |
|  | 4.   | Tresigallo             | 10   | 10 | 4 | 2 | 4 | 20 | 26 | -6  |
|  | 5.   | Formignana             | 6    | 10 | 3 | 0 | 7 | 23 | 31 | -8  |
|  | 6.   | Azzurri Sermidesi (-1) | 1    | 10 | 1 | 0 | 9 | 8  | 36 | -28 |
|  | --   | Audace                 | rit. |    |   |   |   |    |    |     |

Legenda:

      Ammesso alle finali Nord.
      Ammesso alla Seconda Divisione 1930-1931.
Note:

Due punti a vittoria, uno a pareggio, zero a sconfitta.

## Toscana

### Girone A

#### Squadre partecipanti
| Squadra                    | Città                      |
| -------------------------- | -------------------------- |
| C.S. Aquila                | Montevarchi (AR)           |
| G.S. Giovanni Berta        | Firenze                    |
| U.S. Monsummanese          | Monsummano Terme (PT)      |
| S.C. Rapid                 | Firenze-Peretola           |
| C.S. Robur Scandicci       | Scandicci (FI)             |
| U.S. Sangiovannese         | San Giovanni Valdarno (AR) |
| U.S. Santa Croce sull'Arno | Santa Croce sull'Arno (PI) |

### Classifica finale
|  | Pos. | Squadra               | Pt       | G  | V | N | P | GF | GS | DR  |
|  | ---- | --------------------- | -------- | -- | - | - | - | -- | -- | --- |
|  | 1.   | Santa Croce sull'Arno | 16       | 10 | 7 | 2 | 1 | 20 | 10 | +10 |
|  | 2.   | Giovanni Berta        | 14       | 10 | 7 | 0 | 3 | 13 | 8  | +5  |
|  | 3.   | Montevarchi           | 12       | 10 | 4 | 4 | 2 | 20 | 7  | +13 |
|  | 4.   | Sangiovannese         | 8        | 10 | 3 | 2 | 5 | 15 | 16 | -1  |
|  | 5.   | Robur Scandicci       | 7        | 10 | 3 | 1 | 6 | 17 | 27 | -10 |
|  | 6.   | Monsummanese          | 3        | 10 | 1 | 1 | 8 | 6  | 24 | -18 |
|  | --   | Rapid                 | Ritirato |    |   |   |   |    |    |     |

Legenda:

      Ammesso alle finali Nord.
      Ammesso alla Seconda Divisione 1930-1931.
Note:

Due punti a vittoria, uno a pareggio, zero a sconfitta.

### Girone B

#### Squadre partecipanti
| Squadra                      | Città                      |
| ---------------------------- | -------------------------- |
| U.S.F. Castelfranco di Sotto | Castelfranco di Sotto (PI) |
| U.S. Castiglioncello         | Castiglioncello (LI)       |
| S.S. Giuseppe Cei            | Cascina (PI)               |
| U.S. Grosseto                | Grosseto                   |
| U.S. Ponsacco                | Ponsacco (PI)              |
| G.S. S.I.C.A.M.              | Livorno                    |

### Classifica finale
|  | Pos. | Squadra                    | Pt | G  | V | N | P | GF | GS | DR  |
|  | ---- | -------------------------- | -- | -- | - | - | - | -- | -- | --- |
|  | 1.   | S.I.C.A.M.                 | 16 | 10 | 7 | 2 | 1 | 33 | 6  | +27 |
|  | 2.   | Grosseto                   | 14 | 10 | 6 | 2 | 2 | 31 | 10 | +21 |
|  | 3.   | Giuseppe Cei               | 12 | 10 | 5 | 2 | 3 | 10 | 16 | -6  |
|  | 4.   | Ponsacco                   | 7  | 10 | 3 | 1 | 6 | 14 | 21 | -7  |
|  | 5.   | Castiglioncello            | 6  | 10 | 3 | 0 | 7 | 17 | 24 | -7  |
|  | 6.   | Castelfranco di Sotto (-1) | 4  | 10 | 2 | 1 | 7 | 6  | 33 | -27 |

Legenda:

      Ammesso alle finali Nord.
      Ammesso alla Seconda Divisione 1930-1931.
Note:

Due punti a vittoria, uno a pareggio, zero a sconfitta.

### Girone C

#### Squadre partecipanti
| Squadra                | Città                 |
| ---------------------- | --------------------- |
| U.S. Angelo Belloni    | Massa                 |
| U.S. Borgo a Buggiano  | Borgo a Buggiano (PT) |
| U.S. Forte dei Marmi   | Forte dei Marmi (LU)  |
| U.S. Juventus Spezzina | La Spezia             |
| U.S. Querceta          | Seravezza (LU)        |
| A.S. San Marco         | Carrara-Avenza        |

### Classifica finale
|  | Pos. | Squadra           | Pt | G  | V | N | P | GF | GS | DR  |
|  | ---- | ----------------- | -- | -- | - | - | - | -- | -- | --- |
|  | 1.   | Angelo Belloni    | 16 | 10 | 7 | 2 | 1 | 20 | 5  | +15 |
|  | 2.   | Borgo a Buggiano  | 15 | 10 | 7 | 1 | 2 | 22 | 11 | +11 |
|  | 3.   | San Marco         | 10 | 10 | 4 | 2 | 4 | 11 | 13 | -2  |
|  | 4.   | Juventus Spezzina | 8  | 10 | 2 | 4 | 4 | 9  | 13 | -4  |
|  | 5.   | Forte dei Marmi   | 6  | 10 | 1 | 4 | 5 | 11 | 22 | -11 |
|  | 6.   | Querceta (-1)     | 4  | 10 | 1 | 3 | 5 | 6  | 15 | -9  |

Legenda:

      Ammesso alle finali Nord.
Note:

Due punti a vittoria, uno a pareggio, zero a sconfitta.

## Finali del Direttorio Divisioni Inferiori Nord
Anche in questa stagione come in tutte le precedenti, queste finali che avrebbero dovuto promuovere un club per girone furono poi invalidate offrendo l’ascesa a tutti.

### Classifica finale
|  | Pos. | Squadra   | Pt | G | V | N | P | GF | GS | DR |
|  | ---- | --------- | -- | - | - | - | - | -- | -- | -- |
|  | 1.   | Unica     | 10 | 6 | . | . | . | .. | .. | .. |
|  | 2.   | Settimese | 7  | 6 | . | . | . | .. | .. | .. |
|  | 3.   | Alassio   | 4  | 6 | . | . | . | .. | .. | .. |
|  | 4.   | Saluzzo   | 3  | 6 | . | . | . | .. | .. | .. |

Legenda:
      Promosso in Seconda Divisione 1930-1931.
Note:

Due punti a vittoria, uno a pareggio, zero a sconfitta.
In caso di pari punti per le squadre fuori dalla zona promozione e retrocessione era in vigore il pari merito.
Verdetti
- Unica promossa in Seconda Divisione 1930-1931.
- Settimese, Alassio e Saluzzo furono successivamente ammesse alla Seconda Divisione 1930-1931.

|  | Pos. | Squadra       | Pt | G | V | N | P | GF | GS | DR |
|  | ---- | ------------- | -- | - | - | - | - | -- | -- | -- |
|  | 1.   | Casteggio     | 10 | 6 | . | . | . | .. | .. | .. |
|  | 2.   | Intra         | 8  | 6 | . | . | . | .. | .. | .. |
|  | 3.   | Vittoria      | 5  | 6 | . | . | . | .. | .. | .. |
|  | 3.   | A.T.M. Milano | 1  | 6 | 0 | 1 | 5 | .. | .. | .. |

Legenda:
      Promosso in Seconda Divisione 1930-1931.
Note:

Due punti a vittoria, uno a pareggio, zero a sconfitta.
In caso di pari punti per le squadre fuori dalla zona promozione e retrocessione era in vigore il pari merito.
Verdetti
- Casteggio promossa in Seconda Divisione 1930-1931.
- Intra, Vittoria e Azienda Tramviaria Municipale furono successivamente ammesse alla Seconda Divisione 1930-1931.

|  | Pos. | Squadra      | Pt       | G | V | N | P | GF | GS | DR |
|  | ---- | ------------ | -------- | - | - | - | - | -- | -- | -- |
|  | 1.   | Brill        | 6        | 4 | . | . | . | .. | .. | .. |
|  | 2.   | Orceana      | 4        | 4 | . | . | . | .. | .. | .. |
|  | 3.   | Snia Viscosa | 2        | 4 | . | . | . | .. | .. | .. |
|  | --   | Corbetta     | Ritirato |   |   |   |   |    |    |    |

Legenda:
      Promosso in Seconda Divisione 1930-1931.
Note:

Due punti a vittoria, uno a pareggio, zero a sconfitta.
In caso di pari punti per le squadre fuori dalla zona promozione e retrocessione era in vigore il pari merito.
Verdetti
- Brill promosso in Seconda Divisione 1930-1931.
- Orceana e Corbetta furono successivamente ammesse in Seconda Divisione 1930-1931.

|  | Pos. | Squadra            | Pt | G | V | N | P | GF | GS | DR |
|  | ---- | ------------------ | -- | - | - | - | - | -- | -- | -- |
|  | 1.   | Ponzianini Erranti | 8  | 6 | . | . | . | .. | .. | .. |
|  | 1.   | Valerio Valery     | 8  | 6 | . | . | . | .. | .. | .. |
|  | 3.   | Petrarca           | 7  | 6 | . | . | . | .. | .. | .. |
|  | 4.   | Lonigo             | 1  | 6 | 0 | 1 | 5 | .. | .. | .. |

Legenda:
      Promosso in Seconda Divisione 1930-1931.
Note:

Due punti a vittoria, uno a pareggio, zero a sconfitta.
In caso di pari punti per le squadre fuori dalla zona promozione e retrocessione era in vigore il pari merito.
Verdetti
- Ponzianini Erranti promossa in Seconda Divisione 1930-1931
- Valerio Valery, Petrarca e Lonigo furono successivamente ammesse in Seconda Divisione 1930-1931.

|  | Pos. | Squadra      | Pt | G | V | N | P | GF | GS | DR |
|  | ---- | ------------ | -- | - | - | - | - | -- | -- | -- |
|  | 1.   | Portuense    | 9  | 6 | . | . | . | .. | .. | .. |
|  | 2.   | San Pietro   | 6  | 6 | . | . | . | .. | .. | .. |
|  | 3.   | Fascio Adria | 5  | 6 | . | . | . | .. | .. | .. |
|  | 4.   | Sant'Ilario  | 4  | 6 | . | . | . | .. | .. | .. |

Legenda:
      Promosso in Seconda Divisione 1930-1931.
Note:

Due punti a vittoria, uno a pareggio, zero a sconfitta.
In caso di pari punti per le squadre fuori dalla zona promozione e retrocessione era in vigore il pari merito.
Verdetti
- Portuense promossa in Seconda Divisione 1930-1931.
- Fascio Adria successivamente ammessa in Seconda Divisione 1930-1931.

|  | Pos. | Squadra               | Pt | G | V | N | P | GF | GS | DR  |
|  | ---- | --------------------- | -- | - | - | - | - | -- | -- | --- |
|  | 1.   | S.I.C.A.M.            | 9  | 6 | 3 | 3 | 0 | 18 | 7  | +11 |
|  | 1.   | Angelo Belloni        | 9  | 6 | 4 | 1 | 1 | 15 | 10 | +5  |
|  | 3.   | Santa Croce sull'Arno | 5  | 6 | 2 | 1 | 3 | 12 | 15 | -3  |
|  | 4.   | Veloci Embriaci       | 1  | 6 | 0 | 1 | 5 | 6  | 19 | -13 |

Legenda:
      Promosso in Seconda Divisione 1930-1931.
Note:

Due punti a vittoria, uno a pareggio, zero a sconfitta.
In caso di pari punti per le squadre fuori dalla zona promozione e retrocessione era in vigore il pari merito.
Verdetti
- S.I.C.A.M. promosso in Seconda Divisione 1930-1931.
- Angelo Belloni, Santa Croce sull'Arno e Veloci Embriaci furono successivamente ammesse in Seconda Divisione 1930-1931.

## Marche

### Squadre partecipanti
| Squadra                    | Città               |
| -------------------------- | ------------------- |
| Ass. Pol. Adriatica        | Porto Recanati (MC) |
| S.S. Emilio Bianchi        | Ancona              |
| S.S. Fabriano              | Fabriano (AN)       |
| U.S. Osimana "Muzio Gallo" | Osimo (AN)          |
| A.S. Teramo                | Teramo              |
| G.S. Vis Pesaro            | Pesaro              |

### Classifica finale
|  | Pos. | Squadra        | Pt       | G | V | N | P | GF | GS | DR |
|  | ---- | -------------- | -------- | - | - | - | - | -- | -- | -- |
|  | 1.   | Emilio Bianchi | 11       | 8 | 5 | 1 | 2 | 16 | 11 | +5 |
|  | 2.   | Adriatica      | 10       | 8 | 4 | 2 | 2 | 17 | 9  | +8 |
|  | 3.   | Fabriano       | 8        | 8 | 2 | 4 | 2 | 15 | 16 | -1 |
|  | 4.   | Osimana        | 6        | 8 | 2 | 2 | 4 | 14 | 19 | -5 |
|  | 5.   | Vis Pesaro     | 5        | 8 | 2 | 1 | 5 | 8  | 15 | -7 |
|  | --   | Teramo         | Ritirato |   |   |   |   |    |    |    |

Legenda:

      Promosso alla Seconda Divisione 1930-1931.
Note:

Due punti a vittoria, uno a pareggio, zero a sconfitta.
In caso di pari punti per le squadre fuori dalla zona promozione e retrocessione era in vigore il pari merito.
Verdetti
- Fabriano ammesso alla Seconda Divisione 1930-1931.

## Lazio

### Girone A

#### Squadre partecipanti
| Squadra          | Città         |
| ---------------- | ------------- |
| S.S. Fortitudo   | Roma          |
| A.S. Frascati    | Frascati (RM) |
| S.S. Monte Sacro | Roma          |
| A.S.F. Ostia     | Roma-Ostia    |
| Rieti F.C.       | Rieti         |
| S.G.S. Spes      | Roma          |

### Classifica finale
|  | Pos. | Squadra     | Pt       | G | V | N | P | GF | GS | DR |
|  | ---- | ----------- | -------- | - | - | - | - | -- | -- | -- |
|  | 1.   | Fortitudo   | 14       | 8 | . | . | . | .. | .. | .. |
|  | 2.   | Rieti       | 12       | 8 | . | . | . | .. | .. | .. |
|  | 3.   | Frascati    | 12       | 8 | . | . | . | .. | .. | .. |
|  | 4.   | Ostia       | 9        | 8 | . | . | . | .. | .. | .. |
|  | 5.   | Spes        | 6        | 8 | . | . | . | .. | .. | .. |
|  | --   | Monte Sacro | Ritirato |   |   |   |   |    |    |    |

Legenda:

      Ammesso al girone di finale laziale.
Note:

Due punti a vittoria, uno a pareggio, zero a sconfitta.

### Girone B

#### Squadre partecipanti
| Squadra                 | Città              |
| ----------------------- | ------------------ |
| Assicuratori Sez.Calcio | Roma               |
| S.S. Civitavecchiese    | Civitavecchia (RM) |
| S.S. Confindustria      | Roma               |
| S.S. Leonina            | Roma               |
| A.S. Magliana           | Roma-Magliana      |
| U.S. Orbetello          | Orbetello (GR)     |

### Classifica finale
|  | Pos. | Squadra            | Pt | G  | V | N | P | GF | GS | DR  |
|  | ---- | ------------------ | -- | -- | - | - | - | -- | -- | --- |
|  | 1.   | Assicuratori       | 17 | 10 | 8 | 1 | 1 | 25 | 8  | +17 |
|  | 2.   | Leonina            | 14 | 10 | 6 | 2 | 2 | 28 | 8  | +20 |
|  | 3.   | Civitavecchiese    | 10 | 10 | 4 | 2 | 4 | 25 | 14 | +11 |
|  | 4.   | Orbetello          | 9  | 10 | 4 | 1 | 5 | 20 | 18 | +2  |
|  | 5.   | Magliana           | 9  | 10 | 4 | 1 | 5 | 13 | 16 | -3  |
|  | 6.   | Confindustria (-1) | 0  | 10 | 0 | 1 | 9 | 4  | 51 | -47 |

Legenda:

      Ammesso al girone di finale laziale.
      Ammesso alla Seconda Divisione 1930-1931.
Note:

Due punti a vittoria, uno a pareggio, zero a sconfitta.

### Girone C

#### Squadre partecipanti
| Squadra                  | Città              |
| ------------------------ | ------------------ |
| Pol. Bellator Frusino    | Frosinone          |
| S.S. Francesco Di Biagio | Terracina (RM)     |
| Littorio F.C.            | Roma               |
| C.S. Portuense           | Roma               |
| S.S. Trasimeno           | Roma               |
| S.S. Vivace              | Grottaferrata (RM) |

### Classifica finale
|  | Pos. | Squadra             | Pt | G  | V | N | P | GF | GS | DR |
|  | ---- | ------------------- | -- | -- | - | - | - | -- | -- | -- |
|  | 1.   | Bellator Frusino    | 14 | 10 | . | . | . | .. | .. | .. |
|  | 2.   | Francesco Di Biagio | 12 | 10 | . | . | . | .. | .. | .. |
|  | 3.   | Vivace              | 11 | 10 | . | . | . | .. | .. | .. |
|  | 4.   | Littorio            | 11 | 10 | . | . | . | .. | .. | .. |
|  | 5.   | Trasimeno           | 10 | 10 | . | . | . | .. | .. | .. |
|  | 6.   | Portuense           | 2  | 10 | . | . | . | .. | .. | .. |

Legenda:

      Ammesso al girone di finale laziale.
Note:

Due punti a vittoria, uno a pareggio, zero a sconfitta.
|  | Pos. | Squadra             | Pt       | G | V | N | P | GF | GS | DR |
|  | ---- | ------------------- | -------- | - | - | - | - | -- | -- | -- |
|  | 1.   | Francesco Di Biagio | 7        | 6 | . | . | . | .. | .. | .. |
|  | 2.   | Assicuratori        | 6        | 6 | . | . | . | .. | .. | .. |
|  | 2.   | Rieti               | 6        | 6 | . | . | . | .. | .. | .. |
|  | 4.   | Fortitudo           | 5        | 6 | . | . | . | .. | .. | .. |
|  | --   | Frosinone           | Ritirato |   |   |   |   |    |    |    |

Legenda:
      Promosso in Seconda Divisione 1930-1931.
Note:

Due punti a vittoria, uno a pareggio, zero a sconfitta.
In caso di pari punti per le squadre fuori dalla zona promozione e retrocessione era in vigore il pari merito.
Verdetti
- Rieti successivamente ammesso in Seconda Divisione 1930-1931.

## Umbria

### Squadre partecipanti
| Squadra          | Città                  | Stagione 1928-29             |
| ---------------- | ---------------------- | ---------------------------- |
| Gubbio           | Gubbio (PG)            |                              |
| Juventus Foligno | Foligno (PG)           |                              |
| Orvietana        | Orvieto (TR)           |                              |
| Perugia          | Perugia                | 2° in Terza Divisione Umbria |
| Tiberis          | Umbertide (PG)         |                              |
| Tiferno          | Città di Castello (PG) | 3° in Terza Divisione Umbria |
| Virtus Spoleto   | Spoleto (PG)           |                              |

### Classifica finale
|  | Pos. | Squadra          | Pt | G  | V | N | P | GF | GS | DR |
|  | ---- | ---------------- | -- | -- | - | - | - | -- | -- | -- |
|  | 1.   | Perugia          | 23 | 12 | - | - | - | -  | -  | -  |
|  | 2.   | Virtus Spoleto   | 20 | 12 | - | - | - | -  | -  | -  |
|  | 3.   | Orvietana        | 14 | 12 | - | - | - | -  | -  | -  |
|  | 4.   | Tiferno          | 13 | 12 | 6 | 1 | 5 | 17 | 12 | +5 |
|  | 5.   | Tiberis          | 5  | 12 | - | - | - | -  | -  | -  |
|  | 6.   | Gubbio           | 4  | 12 | - | - | - | -  | -  | -  |
|  | 6.   | Juventus Foligno | 4  | 12 | - | - | - | -  | -  | -  |

Legenda:
      Promosso in Seconda Divisione 1930-1931.
Regolamento:

Due punti a vittoria, uno a pareggio, zero a sconfitta.
In caso di pari punti per le squadre fuori dalla zona promozione e retrocessione era in vigore il pari merito.
Note:

Il Perugia è stato poi ammesso direttamente in Prima Divisione 1930-1931 come squadra di capoluogo di regione.
Virtus Spoleto e Tiferno sono state poi ammesse in Seconda Divisione Marche 1930-1931.

## Campania

### Squadre partecipanti
| Squadra               | Città                        |
| --------------------- | ---------------------------- |
| A.S. Avellino         | Avellino                     |
| C.S. Dop. Ferroviario | Napoli                       |
| U.S. Giovanna d'Arco  | Castellammare di Stabia (NA) |
| S.S. Littorio         | Benevento                    |
| U.S. Neapolis         | Napoli                       |
| A.S.F. Scafatese      | Scafati (SA)                 |
| S.S. Sibilla          | Bacoli (NA)                  |

### Classifica finale
|  | Pos. | Squadra         | Pt | G  | V | N | P | GF | GS | DR  |
|  | ---- | --------------- | -- | -- | - | - | - | -- | -- | --- |
|  | 1.   | Ferroviario     | 17 | 12 | 7 | 3 | 2 | 19 | 9  | +10 |
|  | 1.   | Neapolis        | 17 | 12 | 8 | 1 | 3 | 25 | 16 | +9  |
|  | 3.   | Avellino        | 14 | 12 | 6 | 2 | 4 | 25 | 15 | +10 |
|  | 4.   | Giovanna d'Arco | 10 | 12 | 4 | 2 | 6 | 19 | 27 | -8  |
|  | 4.   | Scafatese       | 10 | 12 | 4 | 2 | 6 | 19 | 14 | +5  |
|  | 6.   | Sibilla         | 9  | 12 | 3 | 3 | 6 | 17 | 26 | -9  |
|  | 7.   | Littorio        | 7  | 12 | 2 | 3 | 7 | 16 | 23 | -7  |

Legenda:

      Ammesso al girone di finale campano.
Note:

Due punti a vittoria, uno a pareggio, zero a sconfitta.

### Squadre partecipanti
| Squadra                    | Città                      |
| -------------------------- | -------------------------- |
| Dop. Aurelio Padovani      | Giugliano in Campania (NA) |
| U.S. Calciatori Napoletani | Napoli                     |
| A.S. Campobasso            | Campobasso                 |
| Circolo del Motore         | Napoli                     |
| G.S. Fuorigrotta           | Napoli                     |
| U.S. Palmese               | Palma Campania (NA)        |
| F.S. Savoia                | Torre Annunziata (NA)      |

### Classifica finale
|  | Pos. | Squadra               | Pt       | G | V | N | P | GF | GS | DR  |
|  | ---- | --------------------- | -------- | - | - | - | - | -- | -- | --- |
|  | 1.   | Savoia                | 10       | 8 | 4 | 2 | 2 | 21 | 13 | +8  |
|  | 2.   | Fuorigrotta           | 9        | 8 | 3 | 3 | 2 | 15 | 13 | +2  |
|  | 2.   | Calciatori Napoletani | 9        | 8 | 4 | 1 | 3 | 18 | 19 | -1  |
|  | 4.   | Palmese               | 8        | 8 | 4 | 0 | 4 | 23 | 20 | +3  |
|  | 5.   | Aurelio Padovani      | 4        | 8 | 1 | 2 | 5 | 11 | 23 | -12 |
|  | --   | Circolo del Motore    | Ritirato |   |   |   |   |    |    |     |
|  | --   | Campobasso            | Escluso  |   |   |   |   |    |    |     |

Legenda:

      Ammesso al girone di finale campano.
Note:

Due punti a vittoria, uno a pareggio, zero a sconfitta.
Verdetti
- Circolo del Motore ritirata dopo 13 giornate.
- Campobasso escluso dal campionato per aggressione all'arbitro nella partita contro il Calciatori Napoletani[17]
- Campobasso successivamente ammesso alla Seconda Divisione 1930-1931 alla compilazione dei nuovi quadri stagionali.

### Girone finale
|  | Pos. | Squadra               | Pt | G  | V | N | P | GF | GS | DR  |
|  | ---- | --------------------- | -- | -- | - | - | - | -- | -- | --- |
|  | 1.   | Savoia                | 14 | 10 | 6 | 2 | 2 | 26 | 15 | +11 |
|  | 2.   | Dop. Ferroviario      | 12 | 10 | 4 | 4 | 2 | 24 | 19 | +5  |
|  | 2.   | Neapolis              | 12 | 10 | 5 | 2 | 3 | 22 | 18 | +4  |
|  | 4.   | Avellino              | 9  | 10 | 3 | 3 | 4 | 16 | 21 | -5  |
|  | 5.   | Calciatori Napoletani | 8  | 10 | 2 | 4 | 4 | 13 | 17 | -4  |
|  | 6.   | Fuorigrotta           | 5  | 10 | 1 | 3 | 6 | 16 | 24 | -8  |

Legenda:
      Promosso in Seconda Divisione 1930-1931.
Note:

Due punti a vittoria, uno a pareggio, zero a sconfitta.
In caso di pari punti per le squadre fuori dalla zona promozione e retrocessione era in vigore il pari merito.
Verdetti
- Savoia promosso in Seconda Divisione 1930-1931 e successivamente ammesso d'ufficio alla Prima Divisione 1930-1931.[18]
- Dop. Ferroviario e  Avellino (per rinuncia del Neapolis) successivamente ammesse alla Seconda Divisione 1930-1931.

## Puglie
Il campionato pugliese di Terza Divisione si svolse in forma mista mediante l'inserimento delle squadre delle riserve di Serie A, Serie B e Prima Divisione. Ai fini della promozione alla categoria venivano ammesse alle finali per la promozione in Seconda Divisione solo le squadre di Terza Divisione meglio classificate.

### Squadre partecipanti
| Squadra          | Città            |
| ---------------- | ---------------- |
| U.S.F. Barletta  | Barletta (BA)    |
| G.S.F. Bitonto   | Bitonto (BA)     |
| U.S. Casamassima | Casamassima (BA) |

### Classifica finale
|  | Pos. | Squadra     | Pt | G | V | N | P | GF | GS | DR |
|  | ---- | ----------- | -- | - | - | - | - | -- | -- | -- |
|  | 1.   | Casamassima | 7  | 4 | . | . | . | .. | .. | .. |
|  | 2.   | Barletta    | 3  | 4 | . | . | . | .. | .. | .. |
|  | 3.   | Bitonto     | 2  | 4 | . | . | . | .. | .. | .. |

Legenda:

      Ammesso al girone di finale pugliese.
Note:

Due punti a vittoria, uno a pareggio, zero a sconfitta.

### Squadre partecipanti
| Squadra            | Città   |
| ------------------ | ------- |
| U.S. Giovinezza    | Taranto |
| G.S. Cantiere Tosi | Taranto |

### Classifica finale
|  | Pos. | Squadra       | Pt | G | V | N | P | GF | GS | DR |
|  | ---- | ------------- | -- | - | - | - | - | -- | -- | -- |
|  | 1.   | Cantieri Tosi | 2  | 2 | . | . | . | .. | .. | .. |
|  | 2.   | Giovinezza    | 2  | 2 | . | . | . | .. | .. | .. |

Legenda:

      Ammesso al girone di finale pugliese.
Note:

Due punti a vittoria, uno a pareggio, zero a sconfitta.
Verdetti
- Spareggio per il primo posto in classifica:
  - a ?? il 1930: Cantiere Tosi-Giovinezza ?-?.
- Cantiere Tosi ammesso al girone di finale pugliese.

### Squadre partecipanti
| Squadra          | Città          |
| ---------------- | -------------- |
| U.S. A. Rizzelli | Maglie (LE)    |
| U.S. Casarano    | Casarano (LE)  |
| G.S.F. Gallipoli | Gallipoli (LE) |
| U.S. Melissano   | Melissano (LE) |
| U.S. Trepuzzi    | Trepuzzi (LE)  |
| S.S. Ugento      | Ugento (LE)    |

### Classifica finale
|  | Pos. | Squadra     | Pt | G  | V | N | P | GF | GS | DR |
|  | ---- | ----------- | -- | -- | - | - | - | -- | -- | -- |
|  | 1.   | Ugento      | 17 | 10 | . | . | . | .. | .. | .. |
|  | 2.   | Casarano    | 15 | 10 | . | . | . | .. | .. | .. |
|  | 3.   | Gallipoli   | 10 | 10 | . | . | . | .. | .. | .. |
|  | 4.   | Trepuzzi    | 8  | 10 | . | . | . | .. | .. | .. |
|  | 5.   | Melissano   | 7  | 10 | . | . | . | .. | .. | .. |
|  | 6.   | A. Rizzelli | 2  | 10 | . | . | . | .. | .. | .. |

Legenda:

      Ammesso al girone di finale pugliese.
Note:

Due punti a vittoria, uno a pareggio, zero a sconfitta.

### Squadre partecipanti
| Squadra                    | Città                      |
| -------------------------- | -------------------------- |
| S.S. Foggia Boys           | Foggia                     |
| U.S. Ortanova              | Orta Nova (FG)             |
| U.Pol. Nuova Torremaggiore | Torremaggiore (FG)         |
| G.S. Teanum                | San Paolo di Civitate (FG) |
| S.S. Vittoria              | San Severo (FG)            |

### Classifica finale
|  | Pos. | Squadra             | Pt | G | V | N | P | GF | GS | DR |
|  | ---- | ------------------- | -- | - | - | - | - | -- | -- | -- |
|  | 1.   | Ortanova            | 16 | 8 | 8 | 0 | 0 | .. | .. | .. |
|  | 2.   | Foggia Boys         | 8  | 8 | . | . | . | .. | .. | .. |
|  | 2.   | Vittoria            | 8  | 8 | . | . | . | .. | .. | .. |
|  | 4.   | Nuova Torremaggiore | 5  | 8 | . | . | . | .. | .. | .. |
|  | 5.   | Teanum              | 3  | 8 | . | . | . | .. | .. | .. |

Legenda:

      Ammesso al girone di finale pugliese.
Note:

Due punti a vittoria, uno a pareggio, zero a sconfitta.

### Girone finale
|  | Pos. | Squadra       | Pt | G | V | N | P | GF | GS | DR |
|  | ---- | ------------- | -- | - | - | - | - | -- | -- | -- |
|  | 1.   | Ugento        | 13 | 8 | . | . | . | .. | .. | .. |
|  | 2.   | Casarano      | 12 | 8 | . | . | . | .. | .. | .. |
|  | 3.   | Ortanova      | 7  | 8 | . | . | . | .. | .. | .. |
|  | 4.   | Cantieri Tosi | 6  | 8 | . | . | . | .. | .. | .. |
|  | 5.   | Casamassima   | 0  | 8 | . | . | . | .. | .. | .. |

Legenda:

      Campione pugliese di Terza Divisione.
Note:

Due punti a vittoria, uno a pareggio, zero a sconfitta.
Verdetti
- L'Ugento è campione pugliese di Terza Divisione. Rinuncia alla promozione in Seconda Divisione.

## Calabria e Basilicata

### Squadre partecipanti
| Squadra                 | Città           |
| ----------------------- | --------------- |
| Fascista Catanzarese    | Catanzaro       |
| U.S. Gallicese          | Reggio Calabria |
| S.C. Giuseppe Garibaldi | Reggio Calabria |
| U.C. Nova Juventus      | Cosenza         |
| U.S. Vigor Nicastro     | Nicastro (CZ)   |

### Classifica finale
|  | Pos. | Squadra            | Pt | G | V | N | P | GF | GS | DR> |
|  | ---- | ------------------ | -- | - | - | - | - | -- | -- | --- |
|  | 1.   | Giuseppe Garibaldi | 11 | 8 | . | . | . | .. | .. | ..  |
|  | 2.   | Gallicese          | 10 | 8 | . | . | . | .. | .. | ..  |
|  | 2.   | Catanzarese        | 10 | 8 | . | . | . | .. | .. | ..  |
|  | 4.   | Vigor Nicastro     | 9  | 8 | . | . | . | .. | .. | ..  |
|  | 5.   | Nova Juventus      | 0  | 8 | 0 | 0 | 8 | .. | .. | ..  |

Legenda:
      Promosso in Seconda Divisione 1930-1931 siciliana.
Note:

Due punti a vittoria, uno a pareggio, zero a sconfitta.
In caso di pari punti per le squadre fuori dalla zona promozione e retrocessione era in vigore il pari merito.
Verdetti
- Garibaldi promossa alla Seconda Divisione siciliana.
- Fascista Catanzarese ammessa d'ufficio alla Prima Divisione 1930-1931.

## Sardegna

### Squadre partecipanti
| Squadra                     | Città             |
| --------------------------- | ----------------- |
| Av.Mar.F. La Maddalena      | La Maddalena (SS) |
| C.S. Cagliari (B = riserve) | Cagliari          |
| A.S. Macomer                | Macomer (NU)      |
| G.S. Monteponi              | Iglesias (CA)     |
| U.S. Nuoro                  | Nuoro             |
| S.E.F. Torres               | Sassari           |

### Classifica finale
|  | Pos. | Squadra            | Pt | G  | V | N | P | GF | GS | DR> |
|  | ---- | ------------------ | -- | -- | - | - | - | -- | -- | --- |
|  | 1.   | Torres             | 15 | 10 | . | . | . | .. | .. | ..  |
|  | 2.   | Cagliari (B)       | 14 | 10 | . | . | . | .. | .. | ..  |
|  | 3.   | Nuoro              | 12 | 10 | . | . | . | .. | .. | ..  |
|  | 4.   | La Maddalena       | 7  | 10 | . | . | . | .. | .. | ..  |
|  | 4.   | Macomer            | 7  | 10 | . | . | . | .. | .. | ..  |
|  | 5.   | Monteponi Iglesias | 5  | 10 | . | . | . | .. | .. | ..  |

Legenda:
      Promosso in Seconda Divisione 1930-1931.
Regolamento:

Due punti a vittoria, uno a pareggio, zero a sconfitta.
In caso di pari punti per le squadre fuori dalla zona promozione e retrocessione era in vigore il pari merito.
Note:
La Torres fu costretta a giocare con le squadre del Direttorio Regionale Laziale. Il campionato di Seconda Divisione 1930-1931 non fu organizzato dal Direttorio Regionale Sardo

## Sicilia

### Squadre partecipanti
| Squadra              | Città   |
| -------------------- | ------- |
| U.S. Aquila Giostra  | Messina |
| U.S. Messinese Gazzi | Messina |
| S.S. Pro Galati      | Messina |
| C.S. Virtus          | Messina |

### Classifica finale
|  | Pos. | Squadra             | Pt | G | V | N | P | GF | GS | DR  |
|  | ---- | ------------------- | -- | - | - | - | - | -- | -- | --- |
|  | 1.   | Messinese Gazzi     | 9  | 6 | 4 | 1 | 1 | 20 | 3  | +17 |
|  | 2.   | Pro Galati          | 8  | 6 | 3 | 2 | 1 | 12 | 9  | +3  |
|  | 3.   | Aquila Giostra (-1) | 5  | 6 | 3 | 0 | 3 | 12 | 11 | +1  |
|  | 4.   | Virtus Messina      | 1  | 6 | 0 | 1 | 5 | 3  | 24 | -21 |

Legenda:
      Ammesso al girone di finale siciliano.
Regolamento:
Due punti a vittoria, uno a pareggio, zero a sconfitta.
Note:
Aquila Giostra ha scontato 1 punto di penalizzazione in classifica per una rinuncia.

### Squadre partecipanti
| Squadra            | Città        |
| ------------------ | ------------ |
| Dop. Ferroviario   | Palermo      |
| G.S. G.U.F.        | Palermo      |
| U.S. Leoni         | Palermo      |
| A.S. Marsala       | Marsala (TP) |
| U.S. Stella Savoia | Palermo      |
| A.S. Sicilia       | Palermo      |

### Classifica finale
|  | Pos. | Squadra          | Pt       | G | V | N | P | GF | GS | DR  |
|  | ---- | ---------------- | -------- | - | - | - | - | -- | -- | --- |
|  | 1.   | GUF Palermo      | 11       | 6 | 5 | 1 | 0 | 11 | 2  | +9  |
|  | 2.   | Leoni            | '9       | 6 | 4 | 1 | 1 | 21 | 4  | +17 |
|  | 4.   | Sicilia (-1)     | 2        | 6 | 1 | 1 | 4 | 3  | 18 | -15 |
|  | 4.   | Dop. Ferroviario | 1        | 6 | 0 | 1 | 5 | 5  | 16 | -11 |
|  | --.  | Savoia           | Esclusa  |   |   |   |   |    |    |     |
|  | --.  | Marsala          | Ritirata |   |   |   |   |    |    |     |

Legenda:
      Ammesso al girone di finale siciliano.
Regolamento:
Due punti a vittoria, uno a pareggio, zero a sconfitta.
Note:
Sicilia ha scontato 1 punto di penalizzazione in classifica per una rinuncia.
|  | Pos. | Squadra          | Pt | G | V | N | P | GF | GS | DR |
|  | ---- | ---------------- | -- | - | - | - | - | -- | -- | -- |
|  | 1.   | Leoni            | 9  | 6 | . | . | . | .. | .. | .. |
|  | 2.   | Messinese Gazzi  | 6  | 6 | . | . | . | .. | .. | .. |
|  | 2.   | Pro Galati       | 6  | 6 | . | . | . | .. | .. | .. |
|  | 4.   | GUF Palermo (-1) | 3  | 6 | . | . | . | .. | .. | .. |

Legenda:
      Promosso in Seconda Divisione 1930-1931 siciliana.
Regolamento:
Due punti a vittoria, uno a pareggio, zero a sconfitta.
In caso di pari punti per le squadre fuori dalla zona promozione e retrocessione era in vigore il pari merito.
Verdetti
- Gazzi ammessa in Seconda Divisione 1930-1931 (dopo rinuncia del Leoni).

## Cirenaica

### Squadre partecipanti
| Squadra                        | Città   |
| ------------------------------ | ------- |
| 3ª Coorte Cirenaica            | Bengasi |
| Avanguardia Giovanile Fascista | Bengasi |
| Berka                          | Bengasi |
| Dopolavoro                     | Bengasi |
| Ente Sportivo                  | Bengasi |
| Pro Bengasi                    | Bengasi |

### Classifica finale
|  | Pos. | Squadra                   | Pt | G | V | N | P | GF | GS | DR |
|  | ---- | ------------------------- | -- | - | - | - | - | -- | -- | -- |
|  | 1.   | Avanguardia Giov.Fascista | .  | . | . | . | . | .. | .. | .. |
|  | 2.   | Dopolavoro                | .  | . | . | . | . | .. | .. | .. |
|  | 3.   | Berka                     | .  | . | . | . | . | .. | .. | .. |
|  | 4.   | 3ª Coorte Cirenaica       | .  | . | . | . | . | .. | .. | .. |
|  | 5.   | Ente Sportivo             | .  | . | . | . | . | .. | .. | .. |
|  | 6.   | Pro Bengasi               | .  | . | . | . | . | .. | .. | .. |

Legenda:
Note:

Due punti a vittoria, uno a pareggio, zero a sconfitta.
In caso di pari punti per le squadre fuori dalla zona promozione e retrocessione era in vigore il pari merito.

### Libri
- Storia Centenaria della Veloce F.B.C. dal 1910 al 2010 di Nanni De Marco, Mario Varicelli ed Eugenio De Vincenzo - Edizioni Coop Tipograf.
- Un Secolo di Pallone in Laguna di Alessandro Orrù, Carlo Fontanelli e Iano Caporali - Geo Edizioni.
- Emozioni in Rete - Storia Fotografica della Scafatese dal 1922 al 2002 di Guglielmo Formisano - Edizioni GM-Calamos.
- Almanacco Storico del Calcio Centese di Carlo Mazzaschi - Edizioni L'Accento Promotion.
- Una Storia Lunga Cento Anni. Montevarchi Calcio - Aquila 1902-2002 di Manfredo Agnoletti, Massimo Anselmi, Carlo Fontanelli e Roberto Rotesi - Geo Edizioni.
- Il Grosseto fa Novanta di Carlo Fontanelli e Iano Caporali - Geo Edizioni.
- 90 Anni di Calcio Massese di Gustavo Masseglia e Carlo Fontanelli. - Geo Edizioni
- 70 U.S. Tiferno - A.C. Città di Castello di Siviero Sensini - Edizioni Delta Grafica.
- Savoia Storia e Leggenda - dall'Oncino al Giraud di Chrystian Calvelli, Giuseppe Lucibelli e Raffaele Schettino - Edizioni Stampa Democratica '95.
- Carlo Fontanelli e Bruno Galante, AC Ancona - Pura passione dal 1905 - Almanacco biancorosso, Empoli (FI), Geo Edizioni S.r.l., dicembre 2009.
- Carlo Fontanelli e Bruno Galante, AC Ancona - Pura passione dal 1905 - Almanacco biancorosso, Empoli (FI), Geo Edizioni S.r.l., dicembre 2009.

### Giornali
- Gazzetta di Venezia, stagione 1929-1930 dal sito della Biblioteca nazionale centrale di Roma.
- L'Ora di Palermo, anni 1929 e 1930, consultabile online.